# Кондулайнен Олена Іванівна
Кондулайнен Олена Іванівна (справжнє ім'я — Контулайнен Лембі Вілхівна) — радянська і російська актриса. Заслужена артистка РФ (2002). За національністю інгерманландка.
Фігурантка бази даних центру «Миротворець» (свідоме порушення державного кордону України; незаконна діяльність на території анексованого РФ Криму).

## Біографічні відомості
Народилася 9 квітня 1958 р. в селі Токсово Ленінградської області. У 1983 році закінчила Ленінградський інститут театру, музики і кінематографії і була прийнята в трупу пітерського театру Ленком. 
З 1990 р. — актриса «Дягилевъ Центръ». Грала в Театрі комедії ім. М. П. Акімова, філії Театру Маяковського, «Театрі Місяця» Сергія Проханова.
Знялась у низці стрічок українських кіностудій.
Член спілки кінематографістів Росії.

## Фільмографія
- «Подорож в інше місто» (1979, Наталка, 19-річна дочка Кириллова)
- «Я — акторка» (1980, акторка трупи (немає в титрах)
- «Правда лейтенанта Климова» (1981, Люся, дружина Климова)
- «Тепло студеної землі» (1984, Світлана, дружина Марича; кіностудія ім. О. Довженка)
- «Дві версії одного зіткнення» (1984, Ненсі; Одеська кіностудія)
- «Капітан Фракасс» (1984, т/ф, 2 с, Іоланта де Фуа; кіностудія ім. О. Довженка)
- «Дикий вітер» (1985)
- «Русь споконвічна» (1985, Млава)
- «Свято Нептуна» (1986, вчителька)
- «Фламінго приносить щастя» (1986, Кайрі, класний керівник)
- «Втеча» (1988, Еллінор Ферн)
- «Раз, два — лихо не біда!» (1988, Маруся)
- «Чоловік собаки Баскервілів» (1990, Світлана)
- «Бабій» (1990, лаборантка)
- «Сто днів до наказу» (1990, смерть)
- «Звіробій» (1990, Джудіт Гаттер (дублювала Любов Германова)
- «Болотяна street, або Засіб проти сексу» (1991, репортер)
- «Караван смерті» (1991, археолог Оксана)
- «Екстрасенс» (1991,  Мариночка; Одеська кіностудія)
- «Людина К.» (1992, Україна)
- «Дафніс і Хлоя» (1992, Лікеніон)
- «Номер „люкс“ для генерала з дівчинкою» (1992, Алка)
- «Даун Хаус» (2001, Олександра Єпанчина)
- «За все тобі дякую» (2005, Вероніка; Україна)
- «За все тобі дякую-2» (2006, Вероніка; Україна)
- «Кардіограма кохання» (2008, Катя Анохіна; Україна) та ін.